# Euselasia rhodogyne
Euselasia rhodogyne is een vlindersoort uit de familie van de prachtvlinders (Riodinidae), onderfamilie Euselasiinae.
Euselasia rhodogyne werd in 1903 beschreven door Godman.